# 12246 Pliska
12246 Pliska è un asteroide della fascia principale. Scoperto nel 1988, presenta un'orbita caratterizzata da un semiasse maggiore pari a 2,3168416 au e da un'eccentricità di 0,1156820, inclinata di 5,99699° rispetto all'eclittica.
L'asteroide è dedicato all'omonima antica capitale della Bulgaria.